# Ladeautomat

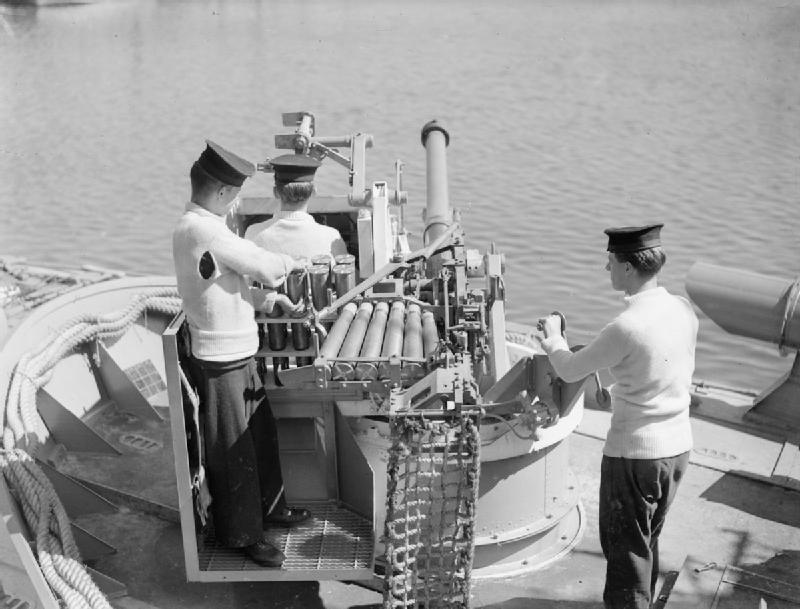
Ordnance QF-6-Pfünder-7-cwt mit Ladeautomat auf einem britischen Motortorpedoboot

T-72 Kampfpanzer: Position der Besatzung (1–3) und des Ladeautomaten (4)

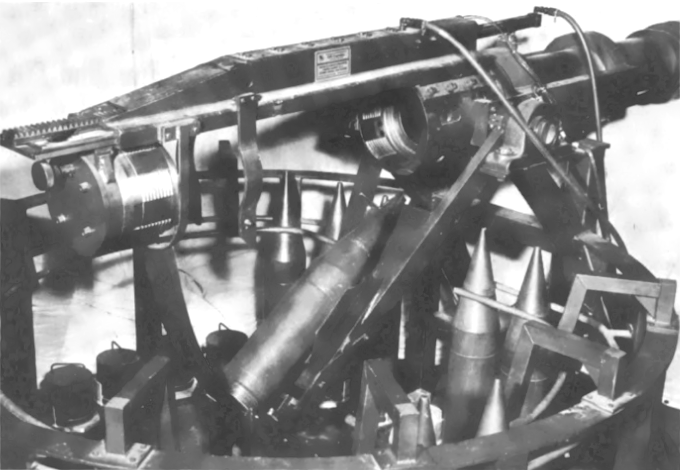
Prototyp eines Ladeautomaten für einen Kampfpanzer, AAI Corporation 1969

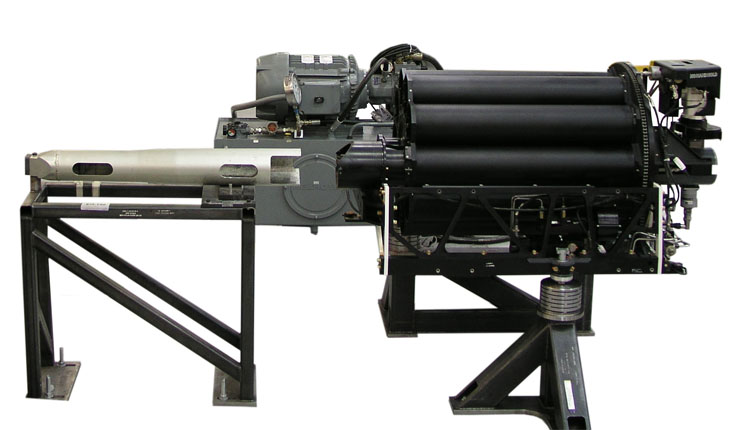
Revolvermagazin des M1128 Stryker MGS

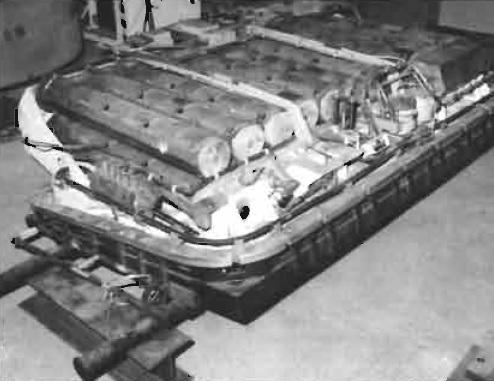
Bandlader eines Kampfpanzer 70

Ein Ladeautomat (auch Autolader) ist ein (voll-)automatisches Munitionshandhabungssystem. Es ist eine mechanische Vorrichtung, welche ermöglicht Geschütze, die eigentlich keine Selbstladewaffen sind, automatisch nachzuladen. Ein grundlegender Unterschied zu einem Magazin oder einer anderen Art der Munitionszufuhr wie Munitionsgurten besteht darin, dass jede Munition aus dem Munitionsvorrat individuell ausgewählt werden kann.

## Kriegsschiffe
Automatisierte Ladehilfen kamen gegen Ende des 19. Jahrhunderts bei Kriegsschiffen auf, als bei Turmschiffen die Schiffsgeschütze immer größer wurden. Die Geschütztürme konnten aber nur bedingt größer werden. Zum einen war der Platz auf dem Oberdeck beschränkt, zum anderen verlagerte ein schwerer Turm den Gewichtsschwerpunkt des Schiffes nach oben, was sich in geringerer Stabilität des Schiffes auswirkte. Es wurde daher notwendig, dass die Munition unter Deck vorbereitet und mittels Förderanlagen zum Geschütz transportiert wurde. Dann wurde die Munition von angetriebenen mechanischen Kolben in das Geschützrohr getrieben.

## Kampfpanzer
Der in den 1960er-Jahren eingeführte sowjetische T-64 war der erste in Serie gebaute Kampfpanzer mit Ladeautomat.
Es gibt seit mehreren Jahrzehnten Debatten über die Vor- und Nachteile von Ladeautomaten gegenüber einem Ladeschützen bei Kampfpanzern. Kampfpanzer mit Ladeautomat haben eine Mannschaft von drei Soldaten, während solche mit Ladeschützen in der Regel vier Besatzungsmitglieder haben. Eine Besatzung mit Ladeschütze hat durchaus Vorteile gegenüber einem Ladeautomaten. Eine geübte Besatzung mit einem Ladeschützen kann in den ersten 15 Sekunden 3 Schüsse abfeuern (bei M1 Abrams) gegenüber 2 Schüssen (bei T-72). Der Ladeschütze als zusätzliches Mannschaftsmitglied ist zudem sehr wertvoll, um die Kampfbereitschaft außerhalb des eigentlichen Gefechtes aufrechterhalten zu können, z. B. bei täglichen Nachschub- und Wartungsmaßnahmen. Auf der anderen Seite erlaubt ein Ladeautomat einen kleineren Turm, weil ein Besatzungsmitglied weniger untergebracht werden muss, was zu einer Gewichtsersparnis führt. Ein Ladeautomat spielt seine Vorteile bei längeren Feuersequenzen aus, da er im Gegensatz zum Ladeschützen nicht ermüdet; so kann der T-72 acht Schuss in der Minute abfeuern, der M1 Abrams hingegen nur fünf.
Es gibt verschiedene technische Konzepte für Ladeautomaten bei Kampfpanzern:
- Revolver- bzw. Trommelmagazin: Dieses ist ähnlich einer Trommel wie bei einem Revolver. Ein Nachteil ist, dass ein Revolvermagazin nur eine geringe Anzahl von Munition fasst. So hat z. B. der französische AMX-13 zwei Revolvermagazine mit je sechs Schuss zu beiden Seiten der Kanone.[5][6]

- Bandlader: Hier ist die Munition in einem Munitionsbunker im Turmheck untergebracht. Sie wird mittels eines Förderbandes an die Ladevorrichtung gebracht.[7] Einen Bandlader gibt es z. B. im französischen Leclerc, den japanischen Typ 90 und Typ 10 sowie dem südkoreanischen K2 Black Panther[8]

- Karusselllader: Hier befindet sich ein horizontal drehbares, kreisförmiges Karussell im Wannenboden unter dem Turm.[9] Damit das Ladekarussell eine größere Anzahl von Munition aufnehmen kann, muss der Panzer breit genug konzipiert sein.[10] Der Karusselllader wird vor allem in sowjetischen/russischen Panzern z. B. T-64, T-72, T-80 und T-90 verwendet.[11]

In der Regel wird nicht die gesamte Munition im Ladeautomaten gelagert; ein weiterer Teil ist an anderen Orten im Panzer verstaut und kann in Kampfpausen manuell dem Ladeautomaten zugefügt werden. So befinden sich beim Leclerc 22 Schuss im Ladeautomat und 18 neben dem Fahrer in der Wanne zum manuellen Nachladen. Beim T-72 befinden sich 22 im Ladeautomat, 17 weitere sind in der Wanne untergebracht. Es gibt aber auch Systeme, bei denen das Nachladen automatisiert läuft. Der M1128 Stryker MGS hat einen 8-schüssigen Revolverlader im Turm und ein 10 Schuss fassendes automatisches Nachschubmagazin im Heck. Um die Revolvertrommel automatisch aufzuladen, muss der Turm in einer Kampfpause in eine bestimmte Position gedreht werden.
Um die Munition in das Geschützrohr zu treiben, wird oft eine Schubkette verwendet. Diese lässt sich platzsparend aufrollen, kann aber dennoch Schubkräfte übertragen.

## Selbstfahrhaubitze
Zur Steigerung des Kampfwertes werden auch Selbstfahrhaubitzen mit Ladeautomaten ausgestattet, z. B. die deutsche Panzerhaubitze 2000, die russische 2S19 Msta-S oder das schwedische Artilleriesystem Archer. Nicht immer ist der Ladevorgang vollständig automatisiert. Bei der Panzerhaubitze 2000 werden die schweren Geschosse vom Ladeautomat nachgeladen, die Treibladungsbeutel hingegen manuell zugeführt.